# Синджеру-де-Педуре
Синджеру-де-Педуре (рум. Sângeru de Pădure) — село у повіті Муреш в Румунії. Входить до складу комуни Ерней.
Село розташоване на відстані 269 км на північний захід від Бухареста, 13 км на північний схід від Тиргу-Муреша, 82 км на схід від Клуж-Напоки, 131 км на північний захід від Брашова.

## Населення
За даними перепису населення 2002 року у селі проживали 399 осіб.
Національний склад населення села:
| Національність | Кількість осіб | Відсоток |
| -------------- | -------------- | -------- |
| румуни         | 180            | 45,1%    |
| цигани         | 120            | 30,1%    |
| угорці         | 99             | 24,8%    |

Рідною мовою назвали:
| Мова      | Кількість осіб | Відсоток |
| --------- | -------------- | -------- |
| румунська | 202            | 50,6%    |
| угорська  | 116            | 29,1%    |
| циганська | 81             | 20,3%    |